# Computação gráfica em tempo real

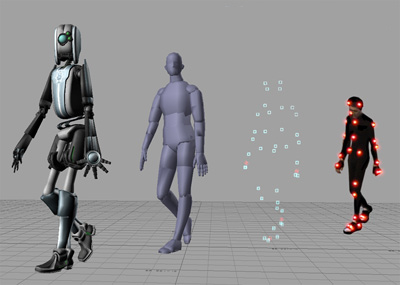
Computação gráfica em tempo real em animação de pessoas.

Computação gráfica em tempo real  é o subcampo da computação gráfica com foco na produção e análise de imagens em tempo real. O termo é usado mais frequentemente em referência à computação gráfica 3D interativa, geralmente usando uma GPU e mais aplicado em jogos eletrônicos. O termo também pode se referir a qualquer coisa que renderize um aplicativo de IGU em tempo real de processamento de imagem e análise de imagem.
Embora os computadores têm sido conhecidos desde o início por sua capacidade em gerar imagens 2D envolvendo linhas simples e imagens e polígonos em tempo real, a criação de computação gráfica 3D e a velocidade necessária para gerar imagens 3D rápidas e de boa qualidade em uma tela sempre foi uma tarefa difícil para sistemas baseados na arquitetura de von Neumann.[carece de fontes?]